# Liste der Baudenkmale in Edemissen
In der Liste der Baudenkmale in Edemissen sind die Baudenkmale der niedersächsischen Gemeinde Edemissen und ihrer Ortsteile aufgelistet. Der Stand der Liste ist der 27. Dezember 2022. Die Quelle der Baudenkmale ist der Denkmalatlas Niedersachsen.

## Allgemein
In den Spalten befinden sich folgende Informationen:
- Lage: die Adresse des Baudenkmales und die geographischen Koordinaten. Kartenansicht, um Koordinaten zu setzen. In der Kartenansicht sind Baudenkmale ohne Koordinaten mit einem roten Marker dargestellt und können in der Karte gesetzt werden. Baudenkmale ohne Bild sind mit einem blauen Marker gekennzeichnet, Baudenkmale mit Bild mit einem grünen Marker.
- Bezeichnung: Bezeichnung des Baudenkmales
- Beschreibung: die Beschreibung des Baudenkmales. Unter § 3 Abs. 2 NDSchG werden Einzeldenkmale und unter § 3 Abs. 3 NDSchG Gruppen baulicher Anlagen und deren Bestandteile ausgewiesen.
- ID: die Objekt-ID des Baudenkmales
- Bild: ein Bild des Baudenkmales, ggf. zusätzlich mit einem Link zu weiteren Fotos des Baudenkmals im Medienarchiv Wikimedia Commons. Wenn man auf das Kamerasymbol klickt, können Fotos zu Baudenkmalen aus dieser Liste hochgeladen werden:

## Edemissen

### Gruppe: Gedenkstätte Buchenkamp
Baudenkmal (Gruppe):

| Lage                                    | Bezeichnung             | Beschreibung | ID       | Bild |
| --------------------------------------- | ----------------------- | --- | -------- | ---- |
| Buchenkamp 52° 23′ 19″ N, 10° 15′ 36″ O | Gedenkstätte Buchenkamp | Gedenkstätte mit drei Ehrenmalen auf dem Friedhof Buchenkamp, bestehend aus einem Ehrenmal 1870/71, 1914/1918 und 1939/45 für die Gefallenen der Kriege. Die Grünfläche wird durch Sandsteingrabplatten, vom Kriegerdenkmal des Kreuzes ausgehend, eingerahmt und öffnet sich nach Osten hin. | 31350974 | BW   |

Baudenkmale (Einzeln):

| Lage                                    | Bezeichnung | Beschreibung | ID       | Bild |
| --------------------------------------- | ----------- | --- | -------- | ---- |
| Buchenkamp 52° 23′ 19″ N, 10° 15′ 36″ O | Ehrenmal    | Schlicht gestaltetes Steinkreuz auf hohem Postament für die Gefallenen des Zweiten Weltkrieges am westlichen Abschluss der Grünfläche der Gedenkstätte, eingerahmt von niedriger Hecke.        | 31355062 | BW   |
| Buchenkamp 52° 23′ 19″ N, 10° 15′ 37″ O | Ehrenmal    | Ehrenmal für die Gefallenen des Krieges von 1870/71 als Sandsteinobelisk auf hohem Postament mit über den Inschrifttafeln umlaufender Blattgirlande errichtet.                                 | 31355026 | BW   |
| Buchenkamp 52° 23′ 19″ N, 10° 15′ 37″ O | Ehrenmal    | Ehrenmal für die Gefallenen des Krieges von 1914/18 als quadratische Sandsteinstele auf hohem Postament, Sandsteinplatten mit Namen und Inschriften und einem pyramidalen Abschluss errichtet. | 31355044 | BW   |

### Gruppe: Dorfkern Edemissen
Baudenkmal (Gruppe):

| Lage                         | Bezeichnung        | Beschreibung | ID       | Bild |
| ---------------------------- | ------------------ | --- | -------- | ---- |
| 52° 23′ 11″ N, 10° 15′ 43″ O | Dorfkern Edemissen | Der Dorfkern Edemissen besteht aus zahlreichen kleineren und größeren Hofanlagen samt Einfriedungen, dem Kirchhof mit der Martin-Luther-Kirche aus dem 17. Jh, dem Pfarrhof und historischen Speichergebäuden. | 39678915 | BW   |

#### Gruppe: Hofanlage Am Pfarrgarten 4
Baudenkmal (Gruppe):

| Lage                                          | Bezeichnung | Beschreibung | ID       | Bild |
| --------------------------------------------- | ----------- | --- | -------- | ---- |
| Am Pfarrgarten 4 52° 23′ 11″ N, 10° 15′ 36″ O | Hofanlage   | Fachwerkbaugruppe einer kleinen Dreiseithofanlage mit Wohn- und Wirtschaftsgebäuden aus der Mitte des 19. Jahrhunderts als Zeugnis des historischen Ortsbildes. | 31350961 | BW   |

Baudenkmale (Einzeln):

| Lage                         | Bezeichnung | Beschreibung | ID       | Bild |
| ---------------------------- | ----------- | --- | -------- | ---- |
| 52° 23′ 12″ N, 10° 15′ 36″ O | Scheune     | Eingeschossiger Fachwerkbau, teilweise unterkellert auf einem Ziegel- und Sandsteinsockel unter Halbwalmdach in Ziegelpfannendeckung mit hofseitigem breitem Vordach. Die Erschließung erfolgt über giebelseitige Längseinfahrten.                                                                                   | 31354762 | BW   |
| 52° 23′ 11″ N, 10° 15′ 35″ O | Wohnhaus    | Eingeschossiges fachwerksichtiges Wohnhaus auf einem niveauausgleichendem Ziegelsockel unter Satteldach mit Ziegelpfannendeckung, ausgebautes Dachgeschoss mit mittigem Zwerchgiebel und gekuppelten Ständern und dem darunterliegenden, über drei Treppenstufen zu erreichenden leicht zurückliegenden Hauseingang. | 31354719 | BW   |
| 52° 23′ 10″ N, 10° 15′ 36″ O | Schafstall  | Eingeschossiger Fachwerkbau auf Ziegelsockel unter Satteldach in Ziegelpfannendeckung, mittiger kleiner Ladeerker und hofseitige Stalltüren, auf rückwärtigem südwestlichem Grundstück gelegen. | 31354780 | BW   |
| 52° 23′ 10″ N, 10° 15′ 36″ O | Scheune     | Eingeschossiges langgestrecktes Fachwerkgebäude auf Ziegelsockel unter Halbwalmdach mit mittigem, hofseitigem übergiebeltem Ladeerker. Beide Giebelseiten mit Ziegelpfannen verkleidet. Erschließung durch außermittige Quereinfahrt sowie mehreren hofseitigen Eingängen.                                           | 31354744 | BW   |

#### Gruppe: Hofanlage Grievenhof
Baudenkmal (Gruppe):

| Lage                                        | Bezeichnung          | Beschreibung | ID       | Bild |
| ------------------------------------------- | -------------------- | --- | -------- | ---- |
| Wipperstraße 1 52° 23′ 11″ N, 10° 15′ 46″ O | Hofanlage Grievenhof | Fachwerkbauten und Ziegelbauten im Kontext einer gewachsenen Hofanlage mit einem Wohnhaus, dem Wirtschaftsteil eines ehemaligen Wohnwirtschaftsgebäudes, einem Speicher, einem Stall, einem Bauerngarten und der Einfriedung, aus dem 16. bis 20. Jahrhundert. | 50170394 | BW   |

Baudenkmale (Einzeln):

| Lage                         | Bezeichnung               | Beschreibung | ID       | Bild |
| ---------------------------- | ------------------------- | --- | -------- | ---- |
| 52° 23′ 11″ N, 10° 15′ 47″ O | Wohn-/ Wirtschaftsgebäude | Eingeschossiges traufständiges Fachwerkgebäude in Ständerbauweise auf Feldsteinsockel unter Halbwalmdach mit Pfannendeckung. Ehemalige Längseinfahrt von Westen mit dahinterliegenden Längsdiele. Im Kernbau nachgewiesenes Zweiständerhaus von 1551 (d) in Teilen erhalten, der Wirtschaftsgiebel von 1548 (d). Außenfachwerk wohl im 19. Jh. erneuert, im Inneren wiederverwendetes Inschriftenholz („...Menne Hoier“...). Wohnteil als zweigeschossiges giebelständiges Massivgebäude unter pfannengedecktem Krüppelwalmdach mit Ziersetzungen in Deckenhöhe und am Ortgang. Zurückliegende Hauseingangstür mit drei vorgelagerten Stufen und hohe flachbogige Fenster. Als neuer Wohnteil des westlich angrenzenden Wirtschaftsteils errichtet. Mit Jugendstilelementen (Hauseingangstür, Innentüren und Treppe) | 39096605 |      |
| 52° 23′ 11″ N, 10° 15′ 45″ O | Einfriedung               | Einfriedung entlang der Straße von Kirche kommend nach Südosten, beginnend als Holzstaketenzaun auf hohen Betonbanketten zwischen schmalen Betonpfeilern, wohl um 1912 mit Jugendstilmotiven auf den Pfeilern sowie einzelner größerer Pfeiler vor Baum westlich des Stallgebäudes. Die Straße weiter begleitend vor dem Speicher als massive Mauer aus rustizierten Betonquadern und als hoher Holzstaktetenzaun mit schmalen Banketten zwischen Pfeilern. Zwischen dem Speicher und dem Wohnhaus als Abtrennung des Bauerngartens mit Betonquaderpfeilern und Staketenzaun, vermutlich jünger, um 1950. | 39097006 | BW   |
| 52° 23′ 11″ N, 10° 15′ 47″ O | Stall                     | Eingeschossiges massiv errichtetes traufständiges Gebäude aus rotem Backstein unter Satteldach am südlichen Rand der Hofanlage. | 39096804 |      |
| 52° 23′ 11″ N, 10° 15′ 48″ O | Speicher                  | Zweigeschossiges Fachwerkgebäude mit niedrigem OG unter Halbwalmdach im Osten und Walmdach im Westen. 1574 (d) errichtet mit Umbauten des 19. Jh. im EG. Westgiebel hat im OG Ziegelbehang aus regionaltypischen Linkskrempern, gesamte Ostfassade mit senkrechten Holzschalung verkleidet. Traufknaggen an der Süd- und Nordfassade zweifach gekehlt, mit Kerbschnittleisten und Taustabprofilen. | 39096316 |      |
| 52° 23′ 12″ N, 10° 15′ 47″ O | Bauerngarten              | | 39096623 | BW   |

#### Gruppe: Hofanlage Rohde-Hof
Baudenkmal (Gruppe):

| Lage                                        | Bezeichnung         | Beschreibung | ID       | Bild |
| ------------------------------------------- | ------------------- | --- | -------- | ---- |
| Wipperstraße 4 52° 23′ 10″ N, 10° 15′ 47″ O | Hofanlage Rohde-Hof | Im Ortsbild wirksame, regionionaltypische Fachwerkscheunen des 19. Jahrhunderts als Zeugnis des historischen Ortsbildes zusammen mit der Einfriedungsmauer und den Torpfeilern. | 31350986 | BW   |

Baudenkmale (Einzeln):

| Lage                         | Bezeichnung | Beschreibung | ID       | Bild |
| ---------------------------- | ----------- | --- | -------- | ---- |
| 52° 23′ 10″ N, 10° 15′ 46″ O | Scheune A   | Traufständiger eingeschossiger Fachwerkbau auf Ziegel- und Sandsteinsockel unter Halbwalmdach mit Pfannendeckung, einer außermittigen Längsdurchfahrt und darüberliegenden Ladeluke, errichtet 1833 (i), mit einer Einfriedungsmauer entlang der Straße zwischen den Scheunen und zwei Torpfeilern. | 31355218 |      |
| 52° 23′ 10″ N, 10° 15′ 47″ O | Scheune B   | L-förmige Scheune, im Westen als giebelständiger eingeschossiger Fachwerkbau auf Ziegelsockel unter Halbwalmdach mit Ziegelpfannendeckung mit einer außermittigen Quereinfahrt, die ehemalige Längseinfahrt wurde zugebaut. Im Südosten anschließender jüngerer Massivbau mit Zollinger-Dach.       | 31355198 | BW   |

#### Gruppe: Hofanlage Wipperhof
Baudenkmal (Gruppe):

| Lage                                       | Bezeichnung         | Beschreibung | ID       | Bild           |
| ------------------------------------------ | ------------------- | --- | -------- | -------------- |
| Wipperstraße 6 52° 23′ 9″ N, 10° 15′ 51″ O | Hofanlage Wipperhof | Hofanlage um das Niedersachsenhaus Wipperhof von 1768. In der Ortsmitte gelegene ortsbildprägende Fachwerkbaugruppe des 18. und 19. Jahrhunderts, bestehend aus einem Wohn- und Wirtschaftsgebäude mit seitlichem Stallanbau und einer straßenseitigen Scheune. | 31351011 | Weitere Bilder |

Baudenkmale (Einzeln):

| Lage                         | Bezeichnung               | Beschreibung | ID       | Bild           |
| ---------------------------- | ------------------------- | --- | -------- | -------------- |
| 52° 23′ 10″ N, 10° 15′ 51″ O | Wohn-/ Wirtschaftsgebäude | Eingeschossiger Fachwerkbau auf einem Feldstein- und Sandsteinsockel unter einem Halbwalmdach mit Ziegeldeckung. Der Vierständerbau hat an nordseitiger Giebelseite des Wirtschaftsteils außermittige Längseinfahrt, an Giebelseiten kragt das DG leicht hervor. Tw. sind Außenwände massiv ersetzt, bestehendes Fachwerk hat im Wohnteil gekröpfte Streben, ansonsten mit Dreiviertelstreben ausgesteift, sichtbare profilierte Balkenköpfe mit dazwischenliegenden profilierten Füllhölzern. | 31355238 | Weitere Bilder |
| 52° 23′ 10″ N, 10° 15′ 52″ O | Scheune                   | Eingeschossige traufständige Fachwerkscheune auf hohem Ziegelsockel unter Halbwalmdach in Ziegelpfannendeckung mit außermittiger Längsdurchfahrt. Aussteifung der Fachwerk-Außenwände durch zum Teil leicht gebogene Diagonalstreben. | 33856136 | Weitere Bilder |
| 52° 23′ 9″ N, 10° 15′ 50″ O  | Stall                     | Eingeschossiger langgestreckter Fachwerkbau auf niedrigen Ziegelsockel unter Satteldach mit Pfannendeckung und zwei kleinen Ladeerkern unter Satteldach an der südlichen Traufseite. Die mit Backsteinausfachung erhaltenen Fachwerk-Außenwände tw. massiv ersetzt. | 31355260 |                |

#### Gruppe: Kirchhof Edemissen
Baudenkmal (Gruppe):

| Lage                                          | Bezeichnung        | Beschreibung | ID       | Bild |
| --------------------------------------------- | ------------------ | --- | -------- | ---- |
| Zum Osterberge 2 52° 23′ 13″ N, 10° 15′ 43″ O | Kirchhof Edemissen | Ortsbildprägender historischer Ortskern mit evangelischer Pfarrkirche aus dem 13.-17. Jahrhundert, dem Gelände des Kirchhofs und der Kirchenmauer als Einfriedung. | 31351073 | BW   |

Baudenkmale (Einzeln):

| Lage                         | Bezeichnung          | Beschreibung | ID       | Bild           |
| ---------------------------- | -------------------- | --- | -------- | -------------- |
| 52° 23′ 13″ N, 10° 15′ 43″ O | Martin-Luther-Kirche | Einschiffige Bruchsteinkirche von 1691 (i) unter Satteldach mit Abwalmungen über dem Chor sowie einem außermittig, innerhalb der Westfront liegendem, Kirchturm auf quadratischem Grundriss (vermutlich Ende 13. Jh.) mit rundbogigen Schallöffnungen unter kupfergedeckten Turmhelm, der in achteckiger Spitze ausgezogen ist. Kirchenschiff schließt in versetzter Achse am Turm an, die Nord- sowie die herausgeschobene Südwand werden bündig weitergeführt. 5/8 Chor. Fassadenflächen verputzt und durch hohe flachbogige Fenster mit Sandsteingewänden und vortretenden Sohlbänken gegliedert. Niedrige, rechteckige Sakristei unter Walmdach. Die Farbgebung samt Rankenmalereien stammen vermutlich von nach 1900, die künstlerische Ausmalung über dem Kirchenschiff aus 2000 (Felix M. Furtwängler). Altar in Eiche von 1692, Taufe aus Sandstein von Ende 17. Jh., Kanzel von 1691, Orgelprospekt von 1709. | 31355300 | Weitere Bilder |
| 52° 23′ 13″ N, 10° 15′ 42″ O | Kirchhof             | | 31355326 | BW             |

#### Gruppe: Zum Osterberge 9 und 11
Baudenkmal (Gruppe):

| Lage                                                 | Bezeichnung  | Beschreibung | ID       | Bild |
| ---------------------------------------------------- | ------------ | --- | -------- | ---- |
| Zum Osterberge 9 und 11 52° 23′ 15″ N, 10° 15′ 46″ O | Häuiserzeile | Gruppe bestehend aus ehemaligen Pfarrwitwenhaus mit Anbau, Rückgebäuden und benachbarten ehemaligen Gasthof am nördlichen Rand des historischen Ortskern gelegen. | 38994785 | BW   |

Baudenkmale (Einzeln):

| Lage                                           | Bezeichnung            | Beschreibung | ID       | Bild |
| ---------------------------------------------- | ---------------------- | --- | -------- | ---- |
| Zum Osterberge 9 52° 23′ 14″ N, 10° 15′ 45″ O  | Pfarrwitwenhaus        | Eingeschossiger Fachwerkbau auf hohen verputzten Ziegelsockel unter mit Hohlziegeln gedecktem Halbwalmdach und ausgebauten Dachgeschoss, 1810 errichtet. Die Längszufahrt wurde zugebaut, Westgiebel mit alten Blechrautenschindeln verkleidet. Im Inneren ältere Ausstattungselemente erhalten. Seitlich massiver, eingeschossiger Bau auf verputztem Sockel unter Pultdach und erkerartigem Windfangbau von 1935 als Anbau der Kreissparkasse errichtet.                                                        | 8994983  | BW   |
| Zum Osterberge 9 52° 23′ 15″ N, 10° 15′ 45″ O  | Stallgebäude           | An der nordwestlichen Grundstücksgrenze gelegener kleiner eingeschossiger Fachwerkbau unter Hohlziegel-Satteldach mit Backsteinausfachung. Wohl mit Hauptbau um 1810 erbaut. | 38995134 | BW   |
| Zum Osterberge 9 52° 23′ 15″ N, 10° 15′ 46″ O  | Remise                 | Eingeschossiger langgezogener Fachwerkbau unter Satteldach mit mehreren Toren, massiven Erneuerungen und einem Ladeerker als Remise errichtet. | 38995107 | BW   |
| Zum Osterberge 11 52° 23′ 15″ N, 10° 15′ 47″ O | Dorfkrug „Vier Linden“ | Fachwerkgebäude bestehend aus einem älteren eingeschossigen traufständigen Gebäudeteil auf Ziegelsockel unter einem pfannengedeckten Halbwalmdach mit Diagonalstreben zur Aussteifung und Zierfachwerk in der Sockelzone der Straßenfront. Der Kernbau von „1746“ mit Datierung über der seitlichen Tür am ehemaligen Wirtschaftsteil. Umbau um 1910 mit neuer Schauseite und einem zweigeschossigen giebelständigen Wohnteilbereich. Die Brand- und Rückwand zum Saalanbau wurde massiv in Backstein ausgeführt. | 38994801 | BW   |

#### Baudenkmale (Einzeln) in der Gruppe Dorfkern Edemissen
| Lage                                          | Bezeichnung               | Beschreibung | ID       | Bild |
| --------------------------------------------- | ------------------------- | --- | -------- | ---- |
| Am Raffturm 1 52° 23′ 10″ N, 10° 15′ 57″ O    | Gasthof                   | Eingeschossiger traufständiger Fachwerkbau auf Ziegelsockel unter Halbwalmdach. Die mit Diagonalstreben, großen und kleinen Andreaskreuzen ausgesteiften Fachwerk-Außenwände sind tw. ziegelsichtig, tw. verputzt. Am Ostgiebel ursprünglich in Fachwerk vorgelagerter Windfanganbau unter Satteldach, vermutlich aus dem frühen 20. Jh., durch massive Wände verändert.                                                                                           | 31354798 | BW   |
| Am Raffturm 4 52° 23′ 11″ N, 10° 15′ 53″ O    | Wohn-/ Wirtschaftsgebäude | Zweigeschossiger Fachwerkbau auf Sandsteinsockel unter in Hohlziegeln gedecktem Halbwalmdach mit außermittiger rückwärtiger Längseinfahrt und einem nach Osten angebauten jüngeren Wirtschaftsteil in Ziegelmauerwerk. Teilweise fachwerksichtig, teilweise verputzte Gefache und im Erdgeschoss in Teilen massive Erneuerungen der Außenwände. Im Wohnteil Stockwerkszimmerung mit sichtbaren Balkenköpfen, mit Dreiviertel- und Diagonalstreben zur Aussteifung. | 39678087 | BW   |
| Gografenstraße 2 52° 23′ 13″ N, 10° 15′ 38″ O | Wippbrunnen               | Wippbrunnen, bestehend aus einer Holzkonstruktion mit einem sich nach oben verjüngenden langen Balkens (Wippe), der in einem aufgegabelten Holzpfosten ruht. Brunnenring aus Sandstein mit Eisenring 1813 (i). | 39678694 |      |
| Gografenstraße 2 52° 23′ 12″ N, 10° 15′ 40″ O | Pfarrhaus                 | Älterer Teil als eingeschossiger giebelständiger Fachwerkbau unter Halbwalmdach mit späterem quergelagertem Anbau nach Westen als zweigeschossiger Fachwerkbau unter Halbwalmdach errichtet. Im älteren Teil wurde in der östlichen Giebelseite die ehemalige außermittige Längseinfahrt geschlossen und zu einem Eingang umgestaltet. Tw. fachwerksichtig, tw. Außenwände verputzt oder im Querhaus mit Holzschalung.                                             | 31354079 |      |
| Gografenstraße 2 52° 23′ 13″ N, 10° 15′ 41″ O | Pfeiler                   | Zwei niedrige Sandsteinpfeiler mit pyramidalförmigem Aufsatz. | 39678724 |      |
| Wipperstraße 5 52° 23′ 10″ N, 10° 15′ 50″ O   | Einfriedungsmauer         | Reste der historischen Einfriedung entlang der Straße mit einer Backsteinmauer im Westen. | 39678528 |      |
| Wipperstraße 5 52° 23′ 11″ N, 10° 15′ 51″ O   | Wohnhaus                  | Eingeschossiges traufständiges Fachwerkgebäude auf niedrigem verputztem Sockel unter hohlziegelgedecktem Halbwalmdach mit Ziegelbehang am Westgiebel, älteren Fenstern und zwei Hauseingängen. Außenwände teilweise massiv ersetzt, die Gefache sind ansonsten verputzt und weiß gestrichen. Mit Resten einer historischer Backsteineinfriedung und Pfeiler zur Straße am südwestlichen Grundstück.                                                                | 39678439 |      |

### Gruppe: Gut Ankensen
Baudenkmal (Gruppe):

| Lage                                  | Bezeichnung  | Beschreibung | ID       | Bild |
| ------------------------------------- | ------------ | --- | -------- | ---- |
| Ankensen 52° 24′ 37″ N, 10° 17′ 20″ O | Gut Ankensen | Gutsanlage des 19. Jh., mit Herrenhaus und diversen Wirtschaftsgebäuden um großräumig angelegte Vierseitanlage, südlich anschließenden Gutspark mit Backhaus sowie Gesindehaus im Nordosten. | 31350947 | BW   |

Baudenkmale (Einzeln):

| Lage                                  | Bezeichnung               | Beschreibung | ID       | Bild |
| ------------------------------------- | ------------------------- | --- | -------- | ---- |
| 52° 24′ 36″ N, 10° 17′ 20″ O          | Herrenhaus                | Ein- bis zweigeschossiges mehrflügeliges massiv errichtetes Gebäude, verputzt auf hohem Sockel unter Satteldächern mit an den beiden Außenflügeln profilierten Sparrenenden. Weiß gestrichen, die Wandvorlagen, Giebelgesimse und Stockwerksgesimse verputzt und gelb gestrichen. Giebel des hofseitigen Mittelflügels ist reichhaltig verziert. Hofseitiger Sockel und Wandvorlagen aus Sandstein, übrige Sockel als Putzsockel mit aufgemalter Quaderung und oberen Steinabschluss. Gebäude vollunterkellert. Die Südseitig unterkellerte Veranda mit Freitreppe mit grün verzierten durchsichtigen Holzbrüstung überdacht. Die Fenster weisen Flachbögen und gelbe Sohlbänke auf. | 31354822 | BW   |
| 52° 24′ 37″ N, 10° 17′ 18″ O          | Wohn-/ Wirtschaftsgebäude | Westflügel. Eingeschossiges langgestrecktes Fachwerkgebäude mit südseitigem Wohnteil auf niedrigem Backsteinsockel unter Halbwalmdach. Im Stallteil hofseitig drei übergiebelte Ladeluken. Nordende und Mittelteil massiv erneuert. | 31354868 | BW   |
| 52° 24′ 38″ N, 10° 17′ 21″ O          | Scheune                   | Nordflügel. Eingeschossiges Fachwerkgebäude als Längsdurchfahrtsscheune auf niedrigem Sockel unter Halbwalmdach. Ostgiebelwand massiv in Backstein ersetzt. | 31354908 | BW   |
| Ankensen 52° 24′ 37″ N, 10° 17′ 21″ O | Stallscheune              | Ostflügel. L- förmiges, massiv errichtetes Gebäude aus orange-rotem Backstein mit Wandvorlagen und Ziersetzungen aus gelbem Backstein auf verputztem Backsteinsockel unter Satteldach und großen übergiebelten Zwerchhäusern mit Ladeluken auf West- und Nordseite. | 31354888 | BW   |
| 52° 24′ 33″ N, 10° 17′ 20″ O          | Backhaus                  | Das Haus wurde 1886 massiv aus rotem und gelbem Backstein auf niedrigem Backsteinsockel unter Satteldach mit mittigem Backstein-Abzug in neugotischen Formen errichtet. Der überhöhte Nordteil ist mit reicher Ziersteinsetzung aus gelbem Backstein und Naturstein sowie einem nordseitigen Treppengiebel versehen. Die Abtreppungen mit kleinen satteldachförmigen Natursteinplatten abgedeckt, steile Sohlbänke der Fensteröffnungen und angedeuteter mit Naturstein übergiebelter Eingangsvorbau gliedern die Fassade. | 31354848 |      |
| 52° 24′ 34″ N, 10° 17′ 19″ O          | Park                      | | 31354946 | BW   |

### Einzelbaudenkmale
| Lage                                                  | Bezeichnung   | Beschreibung | ID       | Bild |
| ----------------------------------------------------- | ------------- | --- | -------- | ---- |
| Blumenhagener Straße 7 A 52° 23′ 14″ N, 10° 15′ 55″ O | Speicher      | Zweigeschossiger Fachwerkbau auf erneuertem Ziegelsockel unter Satteldach in Ziegelpfannendeckung. Stockwerksbau mit teilweise gebogenen Diagonalstreben und einem allseitig vorkragenden OG über profilierten Balkenköpfen und Füllhölzern. Die Gefache mit Ziegeln ausgemauert und verputzt. | 31355004 | BW   |
| Eichenweg 11 52° 23′ 5″ N, 10° 15′ 45″ O              | Zehntspeicher | Zweigeschossiger Fachwerkbau in Stockwerkszimmerung auf Sandsteinsockel, im Süden auf Ziegelsockel unter Halbwalmdach in Ziegelpfannendeckung. Mit Backsteinausfachung, an der Ostseite mit schmalkant gestellten Ziegeln. Dreiviertelstreben, teilweise leicht gebogen, zur Fachwerkaussteifung, leicht hervorkragendes OG mit sichtbaren profilierten Balkenköpfen und dazwischenliegenden profilierten Füllhölzern. | 31355155 | BW   |
| B 444, km 22,5 52° 22′ 38″ N, 10° 15′ 15″ O           | Meilenstein   | | 31356201 |      |

## Abbensen

### Gruppe: Kirchhof Abbensen
Baudenkmal (Gruppe):

| Lage                                                | Bezeichnung       | Beschreibung | ID       | Bild |
| --------------------------------------------------- | ----------------- | --- | -------- | ---- |
| Edemisser Landstraße 5 52° 22′ 56″ N, 10° 10′ 54″ O | Kirchhof Abbensen | Ortsbildwirksamer Kirchhof mit evangelischer Pfarrkirche, dem umliegenden Gelände des Kirchhofs und südlicher Einfriedungsmauer als Teil des historischen Dorfkerns. | 31350921 | BW   |

Baudenkmale (Einzeln):

| Lage                                                | Bezeichnung | Beschreibung | ID       | Bild |
| --------------------------------------------------- | ----------- | --- | -------- | ---- |
| Edemisser Landstraße 5 52° 22′ 57″ N, 10° 10′ 54″ O | Kirche      | Einschiffige rechteckige Bruchsteinkirche von 1832 mit verputzten Außenflächen und eingeritzter Quaderzeichnung auf Sockel aus Natursteinquadern. Nach Osten abgewalmtes Satteldach mit Hohlpfannen eingedeckt, Ziergiebel der Westwand mit Sandsteinplatten abgedeckt. Je drei hohe Rundbogenfenster an Nord- und Südfassade, die Fenster an den Giebeln im Erdgeschossbereich durch einen scheitrechten Sturz abgeschlossen, im OG Rundbogenfenster. Kirchturm 1905 auf quadratischem Grundriss auf hohen Bruchsteinsockel mit unverputztem Bruchsteinmauerwerk und mit geschwungener Haube als Glockendach mit Schieferdeckung an den Westgiebel gebaut. Ebenfalls von 1905/1906 stammt der östliche rechteckige Anbau aus Bruchsteinmauerwerk mit flachem Walmdach. | 31354101 |      |
| Edemisser Landstraße 5 52° 22′ 56″ N, 10° 10′ 54″ O | Kirchhof    | | 31354127 | BW   |

### Gruppe: Gut Abbensen
Baudenkmal (Gruppe):

| Lage                                         | Bezeichnung  | Beschreibung | ID       | Bild |
| -------------------------------------------- | ------------ | --- | -------- | ---- |
| Eixer Straße 24 52° 22′ 43″ N, 10° 10′ 46″ O | Gut Abbensen | Der langgestreckte Gutshof samt historischer Hofpflasterung liegt am südwestlichen Dorfrand mit einer großen im Süden anschließenden Parkanlage. Die Gruppe besteht aus Herrenhaus, Kuhstall, Stallgebäude, Rinderstall, Wohnhaus mit Scheune, Gutspark mit Gartenskulpturen und Toreinfahrt. | 31350934 | BW   |

Baudenkmale (Einzeln):

| Lage                         | Bezeichnung | Beschreibung | ID       | Bild |
| ---------------------------- | ----------- | --- | -------- | ---- |
| 52° 22′ 43″ N, 10° 10′ 44″ O | Wohnhaus    | Eingeschossiges Fachwerkgebäude mit vertikaler Holzverschalung unter Mansardwalmdach mit Schieferdeckung, östlich daran versetzt anschließendes zweigeschossiges Speichergebäude mit horizontaler Holzverschalung, Mansardwalmdach und das flache glockenförmige Dach der aufgesetzten Laterne mit Schiefer gedeckt, Fenster nur angedeutet. Die Nordseite des Gebäudes mit Hohlpfannen behängt. An Speicher anschließende Scheune in Fachwerk mit ostseitiger Längseinfahrt, weiß gestrichener Backsteinausfachung auf Bruchsteinsockel unter Satteldach, an Ostseite mit Halbwalm und hofseitig mit zwei übergiebelten Ladeluken. | 31354254 | BW   |
| 52° 22′ 40″ N, 10° 10′ 44″ O | Park        | | 31354324 | BW   |
| 52° 22′ 43″ N, 10° 10′ 47″ O | Stall       | Eingeschossiges Fachwerkgebäude mit hohem Drempel und verputzter weiß gestrichener Backsteinausfachung auf Betonsockel unter Halbwalmdach mit Hohlpfannendeckung und drei übergiebelten Zwerchhäusern auf Südseite. Halbe Tonröhren liegen auf First- und Walmlinien, an Dachenden Wendenknüppel angebracht. Giebelflächen und Drempel mit Deckelschalung. | 31354272 | BW   |
| 52° 22′ 43″ N, 10° 10′ 48″ O | Pferdestall | Südseitiges Wohnteil als eingeschossiges Fachwerkgebäude auf Bruchsteinsockel, westseitig durch Beton ersetzt, unter Halbwalmdach mit Hohlpfannendeckung, an Dachenden Wendenknüppel und abgeschleppte Lüftungsgauben auf Westseite. Beidseitig auskragendes DG, Füllhölzer und Balkenköpfe abgerundet. Übergiebelte Ladeluke im Südwalm mit Pferdeköpfen. Ostwand massiv aus altem Kalksandstein mit aufgemaltem Fachwerk erneuert. | 31354289 | BW   |
| 52° 22′ 42″ N, 10° 10′ 44″ O | Herrenhaus  | Zweigeschossiges Fachwerkgebäude mit Vorbauten im EG, auf verputztem Sockel, teilunterkellert unter Mansardwalmdach mit Schieferdeckung. Mittig aufgesetzte Laterne mit Schiefer verkleidet und das glockenförmige Dach mit Schiefer gedeckt. Gesamte Gebäude mit horizontaler Holzverschalung. Erbaut in zweiter Hälfte 18. Jh. Ende 19. Jh. wurde es um Küchenflügel,eingeschossiger Fachwerkbau mit vertikaler Holzverschalung unter Satteldach mit aufgesetzten Dachhäuschen und Käserei, dreigeschossiger Turm, im EG und im ersten OG massiv aus Bruchstein vom Abbenser Fissenberg, zweite OG auskragend aus Fachwerk unter Walmdach mit Dachhäuschen und achteckiger Laterne unter schiefergedecktem Zwiebeldacherweitert. Südseitiger zweigeschossiger Anbau mit Holzverschalung unter Satteldach. | 31354215 | BW   |
| 52° 22′ 42″ N, 10° 10′ 46″ O | Stall       | Eingeschossiger, in Stockwerksbauweise errichteter Fachwerkbau mit hohem Drempel und geputzten Gefachen auf hohem Betonsockel unter Halbwalmdach und nordseitigem Kragdach mit Hohlpfannendeckung. First und Walmkanten mit halben Tonröhren abgeschlossen. | 31354237 | BW   |
| 52° 22′ 42″ N, 10° 10′ 49″ O | Hofeinfahrt | Eisentor zwischen zwei neu in roten Sandbruchsteinen gemauerten Pfeilern mit wiederaufgesetzten alten Vasen und Wappentafeln aus der Barockzeit. Vasen von 1723 mit Allianzwappen Bülow-Ahlefeld und Inschrift, linke Wappenplatte mit Bülowschen Wappen zwischen Löwenschildhaltern und Inschrift, rechte Wappenplatte mit Heimburgischen Wappen zwischen Hirschschildehaltern von 1881. | 33850842 |      |

### Einzelbaudenkmale
| Lage                                                | Bezeichnung               | Beschreibung | ID       | Bild |
| --------------------------------------------------- | ------------------------- | --- | -------- | ---- |
| Gartenstraße 6 52° 22′ 59″ N, 10° 10′ 58″ O         | Wohnhaus                  | Traufständiges eingeschossiges Fachwerkgebäude mit mittigem übergiebeltem Zwerchhaus mit Freigespärre und zurückliegendem Eingang auf rotem Backsteinsockel unter Satteldach mit Hohlpfannendeckung. Fachwerkhölzer des Eingangsbereichs sind gefast, nordseitige Aussteifung mit kleinen Andreaskreuzen, ansonsten durch schräge dreigefach-hohe Verstrebungen. Westfassade und Seitenwände des Zwerchhauses mit senkrechter Holzverschalung. Haustür sowie viele alte Fenster erhalten. | 31354381 | BW   |
| Edemisser Landstraße 2 52° 22′ 55″ N, 10° 10′ 47″ O | Wohn-/ Wirtschaftsgebäude | Im Wohnteil zweigeschossiger Fachwerkbau auf Sockel aus Natursteinquadern unter Halbwalmdach mit Hohlpfannendeckung. Im Wirtschaftsteil eingeschossiger Fachwerkbau in Ständerbauweise mit K-Streben. Nordseite und Westgiebel mit senkrechten Holzbrettern verschalt, die fachwerksichtigen Fassaden mit Backsteinausfachung. Ostgiebel oberhalb des EG mit hochkant gemauerten Backsteinen ausgefacht, OG kragt leicht aus.                                                             | 31354163 | BW   |

## Alvese

### Baudenkmal (Einzeln)
| Lage                                        | Bezeichnung | Beschreibung | ID       | Bild |
| ------------------------------------------- | ----------- | --- | -------- | ---- |
| Bohlkampsweg 52° 24′ 13″ N, 10° 19′ 26″ O   | Ehrenmal    | Denkmal für die Gefallenen der beiden Weltkriege bestehend aus drei Gedenksteinen, mittig ein Obelisk und flankierende Postamente. Das Ehrenmal für den Ersten Weltkrieg wurde 1922 aus Werksteinquadern auf einem Natursteinsockel errichtet. Der obere Teil mit umlaufender kranzartiger Verzierung verjüngt sich und wird mit einem pyramidenförmigen Stein abgeschlossen. Dieser enthält eine Inschrift mit darüberliegendem Lorbeerkranz und Stahlhelm, darunter befindet sich eine schwarze Natursteinplatte mit den Namen der Gefallenen. Rechts und links daneben wurden 1952 zwei Gedenksteine aus Werksteinquadern mit den Namen der Gefallenen und Vermissten des Zweiten Weltkriegs errichtet. | 41839784 | BW   |
| Im Oberdorf 17 52° 24′ 17″ N, 10° 19′ 33″ O | Wohnhaus    | Zweigeschossiger traufständiger in Stockwerksbauweise errichteter fachwerksichtiger Bau auf niedrigen Sandsteinsockel unter Halbwalmdach mit Hohlpfannendeckung mit geringer Auskragung des OG und zurückliegenden Eingang hofseitig. | 31354403 | BW   |

## Blumenhagen

### Gruppe: Hagenstraße 12
Baudenkmal (Gruppe):

| Lage                                        | Bezeichnung              | Beschreibung | ID       | Bild |
| ------------------------------------------- | ------------------------ | --- | -------- | ---- |
| Hagenstraße 12 52° 22′ 58″ N, 10° 18′ 13″ O | Hofanlage Hagenstraße 12 | In der Ortsmitte gelegene Dreiseitanlage bestehend aus Wohnwirtschaftsgebäude von vor 1849 und Querscheune aus zweiter Hälfte 19. Jh. | 31351098 | BW   |

Baudenkmale (Einzeln):

| Lage                         | Bezeichnung               | Beschreibung | ID       | Bild |
| ---------------------------- | ------------------------- | --- | -------- | ---- |
| 52° 22′ 58″ N, 10° 18′ 12″ O | Wohn-/ Wirtschaftsgebäude | Im Norden zweigeschossiges fachwerksichtiges Wohnteil in Stockwerksbauweise auf niedrigem Sandsteinsockel mit Backsteinrollschicht unter Halbwalmdach und Hohlpfannendeckung. Im Westen ein mit Linkskrempern verkleidetes niedrigeres OG mit Vorkragung. Südlich anschließender Wirtschaftsteil in Ständerbauweise unter Halbwalmdach und seitlicher Toreinfahrt. | 31354492 | BW   |
| 52° 22′ 59″ N, 10° 18′ 14″ O | Scheune                   | Eingeschossige Fachwerkscheune mit Quereinfahrt unter Halbwalmdach, das südostseitige Giebeltrapez mit Krempziegelbehang. | 31354518 | BW   |

### Gruppe: Zum Reitplatz 10
Baudenkmal (Gruppe):

| Lage                                         | Bezeichnung                | Beschreibung | ID       | Bild |
| -------------------------------------------- | -------------------------- | --- | -------- | ---- |
| Zum Reitplatz 10 52° 23′ 1″ N, 10° 18′ 12″ O | Hofanlage Zum Reitplatz 10 | Die im nördlichen Dorfteil gelegene Hofanlage besteht aus zweigeschossigen Klinkerbau als Wohnhaus mit angebauter Motormühle inklusive der komplett erhaltenen Mühlenausstattung, erbaut 1928. Der Umbau zur Motormühle stammt aus dem Jahre 1948. | 39912610 | BW   |

Baudenkmale (Einzeln):

| Lage                        | Bezeichnung | Beschreibung | ID       | Bild |
| --------------------------- | ----------- | --- | -------- | ---- |
| 52° 23′ 1″ N, 10° 18′ 12″ O | Motormühle  | Massives Gebäude mit orange-roten Backsteinen und Backsteinsockel. Der Drempel in Fachwerk mit ebenfalls orange-roter Backsteinausfachung. Das zusammen mit dem Wohnhaus errichtete Nebengebäude mit Stall wurde 1948 zu einer Motormühle umgebaut und enthält die komplette Mühlenausstattung. | 39912646 | BW   |
| 52° 23′ 2″ N, 10° 18′ 13″ O | Wohnhaus    | Zweigeschossiges mit orangen Backsteinen gemauertes Gebäude auf hohen Sockel, unterkellert unter Walmdach mit Hohlpfannen. Die senkrechten Wandvorlagen und waagerechten Bänder in dunklen Backsteinen.                                                                                         | 39912623 | BW   |

### Baudenkmal (Einzeln)
| Lage                                       | Bezeichnung                  | Beschreibung | ID       | Bild |
| ------------------------------------------ | ---------------------------- | --- | -------- | ---- |
| Hagenstraße 6 52° 22′ 57″ N, 10° 18′ 17″ O | Kapelle                      | Die Markuskapelle Blumenhagen ist eine zur Hagenstraße traufständig gelegene Kapelle. Massive Osthälfte vermutlich spätmittelalterlich aus erster Hälfte 16. Jahrhundert, die Westhälfte wurde im 17./18. Jahrhundert in Fachwerk erneuert. Der Dachreiter stammt aus dem Jahre 1828, grundlegende Restaurierung 1910. Mauerwerk des älteren Teils aus unregelmäßig geschichteten Bruchsteinen, Kranzgesims in Holzschalung, stumpfer dreiseitiger Chorabschluss mit kleinen, flachbodigen Fenstern. Der jüngere Fachwerkteil mit breiten Gefachen, hochrechteckigen Fenstern und Tür mit Oberlicht im Süden. Satteldach mit Pfannendeckung, über der Ostseite abgewalmt. Über dem Westgiebel ein viereckiger Dachreiter mit flachbogigen Schallöffnungen und Spitzhelm mit Knauf und Wetterfahne mit Jahreszahlen 1828 und 1910. | 31354426 |      |
| 52° 22′ 56″ N, 10° 18′ 18″ O               | Ehrenmal 1914/18 und 1939/45 | Ehrenmal auf quadratischem Grundriss auf Natursteinsockel und verschieden großen Natursteinquadern in obeliskartiger Form errichtet. Südseite mit Verzierungen und Inschriften in Gedenken an die Gefallenen der beiden Weltkriege. | 33851498 |      |
| Hagenstraße 2 52° 22′ 58″ N, 10° 18′ 19″ O | Wohnhaus                     | Zweigeschossiges Fachwerkgebäude in Stockwerksbauweise auf niedrigem Backsteinsockel unter Satteldach mit Hohlpfannendeckung, hofseitig große und kleine Andreaskreuz-Verstrebungen. | 31354470 | BW   |
| Schulstraße 1 52° 22′ 54″ N, 10° 18′ 26″ O | Wohnhaus                     | Zweigeschossiges massiv errichtetes verputztes Wohnhaus auf annähernd quadratischem Grundriss, auf hohem verputztem Sockel unter Walmdach mit Hohlpfannen und Dachgauben. Unterkellert. Zur Straßenseite Risalit mit Blechabdeckung und seitlich Eingangsvorbau. Große Fenster mit zeittypisch liegenden Fensterformaten und farblich hervorgehobenen Fensterumrahmungen. | 31354537 | BW   |

## Eddesse
f=== Baudenkmal (Einzeln) ===

| Lage                                                | Bezeichnung               | Beschreibung | ID       | Bild           |
| --------------------------------------------------- | ------------------------- | --- | -------- | -------------- |
| Dedenhausener Straße 9 52° 24′ 54″ N, 10° 13′ 37″ O | Wohnhaus                  | Traufständiges zweigeschossiges Fachwerkgebäude in Stockwerksbauweise, mit einem auf der nordöstlichen Straßenseite gelegenem übergiebelten Mittelrisalit mit Freigespärre und einem eingezogenem Eingang, auf auskragendem Backsteinsockel unter Krüppelwalmdach. Auf der Straßenseite geschosshohe Andreaskreuzverstrebungen, unter den Fenstern und im Giebel des Mittelrisalits gefachhohe kleinere Andreaskreuze. | 31354555 | BW             |
| Dollberger Straße 8 52° 24′ 52″ N, 10° 13′ 25″ O    | St.-Bernward-Kirche       | Klassizistisches Kirchenschiff als verputzter Massivbau auf leicht vorspringenden Sandsteinquadersockel unter flachen, ostseitig abgewalmten Satteldach errichtet. Symmetrisch gegliederte Fassade mit im Süden mittigem Eingangsportal, an den Ecken ein kleines und ein hohes Rundbogenfenster, mittig hohe Rundbogenfenster, jeweils in einer senkrechten gequaderten Putzvorlage die Fassade vertikal gliedern. Der ältere schlichte Turm in Bruchstein wurde nachträglich verputzt und war vermutlich einst höher, mit kleinen Schallöffnungen unterhalb der Traufe und achteckigen Pyramidenhelm in Schieferdeckung, aufgesetzter Spitze und Wetterfahne. Westeingang mit Tür und darüberliegenden halbkreisförmigen Oberlicht und Bogenfenster in Putzvorlage zusammengefasst. Im Inneren eine an den Wänden von toskanischen Säulen getragene hölzerne Empore, auf der Nord- und Südseite sowie im Chorteil ein zweites Säulengeschoss und Kirchenausstattung. | 31354578 | Weitere Bilder |
| Dollberger Straße 8 52° 24′ 52″ N, 10° 13′ 26″ O    | Ehrenmal                  | Obelisk aus Natursteinquadern auf quadratischem abgestuftem Natursteinsockel mit Inschriftfeldern im unteren Teil. Im oberen Teil die Jahreszahl 1914/1918 mit Eisernem Kreuz und Stahlhelm im Lorbeerkranz. Vier Inschrifttafeln des Zweiten Weltkrieges 1939/1945 hinter dem Obelisken in rechteckiger Anordnung aufgestellt. | 31354602 |                |
| Dollberger Straße 19 52° 24′ 52″ N, 10° 13′ 17″ O   | Wohnhaus                  | Traufständiges eingeschossiges Fachwerkgebäude mit hohen Drempel und mittigen übergiebelten Zwerchhaus über zurückliegendem Eingang mit historischer zweiflügeliger Haustür und beidseitigen Buntglasfenstern, auf tw. verputztem Backsteinsockel unter Satteldach. Andreaskreuzverstrebungen der Fassaden, Westfassade mit Rautenschindeln verkleidet, Freigespärre im Ost- und Nordgiebel. | 31354636 | BW             |
| Tiefe Straße 12 52° 24′ 55″ N, 10° 13′ 22″ O        | Wohn-/ Wirtschaftsgebäude | Vierständerhaus mit seitlichem Eingang zum Wohnteil und großer außermittigen längsseitigen Toreinfahrt mit zurückliegendem Dielentor im Wirtschaftsteil, auf hohem Bruchsteinsockel unter hohen Walmdach, über nordseitigen Wirtschaftsteil Halbwalm, über Wohnteil Dreiviertelwalm, in Ständerbauweise errichtet, die Südgiebelwand in Stockwerksbauweise. Nordfassade mit jeweils geschosshohen K-Verstrebungen, südliche Giebelwand leicht auskragend mit Backsteinausfachung zwischen Rähm- und Schwellholz. | 31354659 | BW             |

## Eickenrode

### Baudenkmal (Einzeln)
| Lage                                          | Bezeichnung                      | Beschreibung | ID       | Bild           |
| --------------------------------------------- | -------------------------------- | --- | -------- | -------------- |
| Alter Postweg 17 52° 25′ 43″ N, 10° 18′ 19″ O | Wohn-/ Wirtschaftsgebäude        | Um 1610 errichteter Wirtschaftsteil und in der zweiten Hälfte des 19. Jh. erbautes Wohnhaus. Der ältere Wirtschaftsteil; Niederdeutschen Hallenhauses als Zweiständerbau mit beidseitiger Kübbung unter einem Halbwalmdach mit vorkragendem Giebeltrapez über profilierten und geschwungenen Knaggen und einem seitlich zurückliegendem Dielentor auf Ostseite. EG-Rähmholz mit Zahnschnittelementen verziert, darunterliegenden Gefache mit je zwei dreieckigen Kopfhölzern. Der anschließende Wohnteil als zweigeschossiger Fachwerkbau in Stockwerksbauweise mit umlaufendem Rähmkranz und Andreaskreuzverstrebungen unter Satteldach angebaut. Westseite mit senkrechter Holzverschalung, Nordgiebeldreieck mit regionaltypischen Linkskrempern. | 31355342 | BW             |
| Hauptdorfweg 6 52° 25′ 47″ N, 10° 18′ 20″ O   | Nikolaikirche                    | Einschiffige Kirche über rechteckigem Grundriss aus unregelmäßigem Bruchsteinmauerwerk und Sandstein mit Eckquaderung aus Kalkstein unter Satteldach mit Ostwalm und westseitigem Halbwalm und alten Holztraufengesims. Sockel unterm Ostteil aus verputztem Bruchstein mit Karniesgesims aus Kalkstein. An Längsseiten jeweils vier hohe Bogenfenster als sechsteilige Sprossenfenster mit kleinteiliger einfarbiger Bleiverglasung, mit Fensterumrahmungen aus rotem Backstein und Sandsteinsohlbänken. Türöffnung mit Sandsteinquadern und Zier-Backsteinflachbogen eingefasst, darüber kleines Rundbogenfenster. Dachreiter über der Westseite aus Fachwerk und mit Schiefer verkleidet, Pyramidenhelm mit Schiefer gedeckt.                     | 31355364 | Weitere Bilder |
| Hauptdorfweg 52° 25′ 48″ N, 10° 18′ 20″ O     | Ehrenmal 1914/1818 und 1939/1945 | Obeliskartiger Gedenkstein auf einem Postament für die Gefallenen des Ersten und Zweiten Weltkrieges. Gedenkstein 1914/18 mit Inschriften, zwei rechteckigen Sandsteinplatten 1939/45 rechts und links. Sandsteinquader auf Sandsteinsockel mit darauf aufgesetztem Sandsteinteil der sich nach oben hin verjüngt und mit halber Kugel abschließt. Auf der Vorderseite nach Südosten mit Verzierung, bestehend aus einem Eisernen Kreuz, Säbel und Eichenlaub. | 31355387 |                |
| Hauptdorfweg 12 52° 25′ 48″ N, 10° 18′ 24″ O  | Wohnhaus                         | Zweigeschossiges Haus auf hohem Putzsockel mit übergiebeltem Mittelrisalit zur Straßenfront unter Krüppelwalmdach mit Schopf. EG mit Putzquaderung, leicht hervorkragendes OG in Fachwerk mit profilierten Balkenköpfen, mit Diagonalstreben und historisierenden K-Streben errichtet. Zeittypische Jugendstilfenster mit grün lasierten Fensterbänken im EG und überdachten Hauseingangstreppe mit grünem Fachwerk mit Holzausfachung und schmiedeeisernem Geländer. | 31355406 | BW             |

## Mödesse
In Mödesse sind keine Baudenkmale verzeichnet.

## Oedesse
| Lage                                                   | Bezeichnung               | Beschreibung | ID       | Bild |
| ------------------------------------------------------ | ------------------------- | --- | -------- | ---- |
| Abbenser Straße 11 52° 23′ 9″ N, 10° 12′ 58″ O         | Wohnhaus                  | Eingeschossiger Putzbau auf hohem Bruchsteinsockel mit Freitreppe unter Satteldach mit ausgebautem DG und Vollkeller im Stil englischer Landhäuser. Durch Vor- und Rücksprünge, mit Zwerchhaus über Erkervorbau belebte Fassade. Dachflächen durchbrochen vom Zwerchhaus und Fledermausgauben. Der Zwerchhausgiebel und Seiten sind mit Schiefer gedeckt, Giebelspitzen mit Holz verkleidet und Dachüberstände und Traufen mit Holzverschalung. | 31355429 |      |
| Breite Straße / Zum Walde 52° 23′ 16″ N, 10° 13′ 54″ O | Ehrenmal                  | Ehrenmal 1914/18 aus zwei übereinanderstehenden grob bearbeiteten Kalksteinquadern mit pyramidalen Abschluss, nordseitig mit aufgesetztem Lorbeerkranz und Eisernem Kreuz über eingelassener Inschrifttafel. Südlich davon stehen für das Ehrenmal 1939/45 fünf Natursteintafeln mit Namen der Gefallenen und Vermissten, rechts und links schließt sich runde Mauer aus Natursteinquadern und -abdeckung an. | 45883762 |      |
| Zum Walde 31 52° 23′ 21″ N, 10° 13′ 48″ O              | Wohn-/ Wirtschaftsgebäude | Quererschlossener Bau. Wohnteil als zweigeschossiger Fachwerkbau in Stockwerksbauweise mit Diagonalstreben, auf Backsteinsockel unter Satteldach mit Hohlpfannendeckung. Wirtschaftsteil eingeschossig unter Walmdach mit außermittiger Quereinfahrt an östlichen Traufseite und Stalltüren in der Nordfassade. | 31355452 |      |
| Eddesser Straße 8 52° 23′ 55″ N, 10° 14′ 44″ O         | Villa Berkhöpen           | Freistehendes zweigeschossiges Gebäude auf L-förmigen Grundriss sowie hohen verputzten Sockel mit angedeuteter Quaderung und bossierter Eckausbildung unter einem weit auskragenden Halbwalmdach mit Ziergiebeln. Untere Geschosse verputzt, Gebäudeecken mit Ziersteinsetzung aus rotem Backstein, ausgebautes DG mit hohem Drempel in rotgestrichenem Fachwerk mit gelb verputzten Ausfachungen. Flachbögen der Fenster und Türen aus roten Backstein-Formsteinen mit steilen Sohlbänken aus glasierten Backstein. Horizontale Gebäudegliederung durch umlaufendes Backsteinzierband zwischen dem Ober- und dem DG, sowie Betongesims zwischen Keller und EG. Im inneren Knick turmartiger Treppenaufgang. | 31354681 | BW   |

## Oelerse

### Gruppe: Neue Mühle
Baudenkmal (Gruppe):

| Lage                                            | Bezeichnung        | Beschreibung | ID       | Bild |
| ----------------------------------------------- | ------------------ | --- | -------- | ---- |
| Zur Neuen Mühle 20 52° 23′ 37″ N, 10° 10′ 33″ O | Neue Mühle Oelerse | Nordwestlich des Mühlengrabens an der Fuhse gelegenes Mühlengebäude mit Turbinenhausanbau, Wehranlage mit Brücke, Mauereinfriedung, Ablassventil sowie westlich an Mühlengebäude anschließender Wohnteil. | 50184145 | BW   |

Baudenkmale (Einzeln):

| Lage                         | Bezeichnung | Beschreibung | ID       | Bild |
| ---------------------------- | ----------- | --- | -------- | ---- |
| 52° 23′ 38″ N, 10° 10′ 33″ O | Wohnhaus    | Westlich an das Mühlengebäude anschließendes, etwas niedrigeres eingeschossiges Fachwerkwohnhaus mit tw. gekuppelten Ständern, großen Holzsprossenfenstern mit profilierter umlaufender Fensterbekleidung unter einem hohen Satteldach. Nordwand 1940 massiv ersetzt, westliche Erweiterung von 1968.                                                                         | 36998691 | BW   |
| 52° 23′ 38″ N, 10° 10′ 34″ O | Wassermühle | Mühlengebäude westlich der Fuhse, als eingeschossiger Fachwerkbau mit Backsteinausfachung unter ostseitigem abgewalmten Ziegeldach, mit südlichem Schauer und jüngerer traufhohen Gaube. Ostgiebelwand und Sockel sind massiv aus Bruchstein gemauert. Im Kernbau wohl aus dem späten 16. Jh., Turbinenhaus 1949 angebaut. Der gesamte innere technische Baubestand erhalten. | 36960084 | BW   |
| 52° 23′ 38″ N, 10° 10′ 35″ O | Wehranlage  | | 36960154 | BW   |

### Gruppe: Kirchhof Oelerse
Baudenkmal (Gruppe):

| Lage                                         | Bezeichnung      | Beschreibung                                                                                       | ID       | Bild |
| -------------------------------------------- | ---------------- | -------------------------------------------------------------------------------------------------- | -------- | ---- |
| Uetzer Straße 2 52° 23′ 10″ N, 10° 10′ 21″ O | Kirchhof Oelerse | Ortsbildwirksame Gruppe mit Kapelle und Gelände des Kirchhofs inmitten des historischen Ortskerns. | 31351024 | BW   |

Baudenkmale (Einzeln):

| Lage                         | Bezeichnung | Beschreibung | ID       | Bild           |
| ---------------------------- | ----------- | --- | -------- | -------------- |
| 52° 23′ 10″ N, 10° 10′ 22″ O | Kapelle     | Die Kapelle Oelerse ist ein auf rechteckigem Grundriss errichteter kleiner Saalbau, ursprünglich in Fachwerk, 1773 (i) auf hohem massiven Sockel unter steilem Walmdach mit viereckigem Dachreiter. 1801 Westwand massiv mit Feldsteinmauerwerk ersetzt, 1893 wurde das gesamte Gebäude von außen verputzt, 1920 frei gelegt und Fassade aufgrund der Holzschäden unter dem Putz erneuert und nach Osten hin verlängert. Südseitige Eingangstür und alte Sprossenfenster mit Flachbögen. Flügelaltar aus dem 15. Jh., Schnitzfiguren aus dem 16. Jh., Kanzel ist von 1710, Pastorenstuhl von 1790 (i). | 31355541 | Weitere Bilder |
| 52° 23′ 10″ N, 10° 10′ 21″ O | Kirchhof    | | 31355567 | BW             |

### Gruppe: Sievershauser Str. 6 und 8
Baudenkmal (Gruppe):

| Lage                                                   | Bezeichnung                          | Beschreibung | ID       | Bild |
| ------------------------------------------------------ | ------------------------------------ | --- | -------- | ---- |
| Sievershauser Str. 6 und 8 52° 23′ 4″ N, 10° 10′ 14″ O | Hofanlage Sievershauser Str. 6 und 8 | Im Ortsbild wirksame Fachwerkbaugruppe einer ehemaligen Dreiseithofanlage mit Wohn- u. Wirtschaftsgebäuden der zweiten Hälfte 19. Jh. als Zeugnis des historischen Ortsbildes. | 31351037 | BW   |

Baudenkmale (Einzeln):

| Lage                                               | Bezeichnung               | Beschreibung | ID       | Bild |
| -------------------------------------------------- | ------------------------- | --- | -------- | ---- |
| Sievershauser Straße 6 52° 23′ 4″ N, 10° 10′ 15″ O | Wohn-/ Wirtschaftsgebäude | Zweigeschossiges giebelständiges Fachwerkhaus in Stockwerksbauweise mit umlaufenden Rähmkranz auf Sandsteinsockel auf Bruchstein unter Krüppelwalmdach mit Hohlpfannendeckung. Giebeltrapeze verkleidet und kragen leicht vor. Zurückliegende, noch erhaltene Haustür zur Hofseite. | 31355491 | BW   |
| Sievershauser Straße 8 52° 23′ 4″ N, 10° 10′ 13″ O | Wohn-/ Wirtschaftsgebäude | Eingeschossiges Fachwerkgebäude auf Backsteinsockel unter über dem Wohnteil im Süden abgewalmten Dach und mit Linkskrempern verkleidetem Giebel, sowie Quereinfahrt unter Satteldach im nordseitigen Wirtschaftsteil.                                                               | 31355516 | BW   |

### Baudenkmale (Einzeln)
| Lage                                           | Bezeichnung               | Beschreibung | ID       | Bild |
| ---------------------------------------------- | ------------------------- | --- | -------- | ---- |
| Zur Neuen Mühle 6 52° 23′ 19″ N, 10° 10′ 30″ O | Wohn-/ Wirtschaftsgebäude | Niederdeutsches Hallenhaus. Südflügel und Wohnteil zweigeschossig in Stockwerksbauweise auf Bruchsteinsockel unter Halbwalmdach. OG kragt allseitig vor. Nordflügel mit Stall und Scheune eingeschossig auf Backsteinsockel unter Halbwalmdach mit abgeschleppter westseitiger Ladeluke. Westwand massiv ersetzt. Altes zurückliegendes Dielentor als außermittige Längseinfahrt im Nordgiebel. | 31355585 | BW   |

## Plockhorst

### Gruppe: Am Brink 2
Baudenkmal (Gruppe):

| Lage                                    | Bezeichnung | Beschreibung | ID       | Bild |
| --------------------------------------- | ----------- | --- | -------- | ---- |
| Am Brink 2 52° 25′ 59″ N, 10° 17′ 11″ O | Am Brink 2  | Fachwerkgebäude einer ehemals größeren Hofanlage, bestehend aus Wohnwirtschaftsgebäude von 1866 und Scheune als Zeugnis des historischen Ortsbildes. | 31351086 |      |

Baudenkmale (Einzeln):

| Lage                         | Bezeichnung               | Beschreibung | ID       | Bild |
| ---------------------------- | ------------------------- | --- | -------- | ---- |
| 52° 25′ 59″ N, 10° 17′ 11″ O | Wohn-/ Wirtschaftsgebäude | Wohn-Wirtschaftsgebäude von 1866 (i) mit zweigeschossigem Wohnteil in Stockwerksbauweise im Süden und eingeschossigem Wirtschaftsteil im Norden, als Vierständerhallenbau mit nordseitiger fast mittiger Längseinfahrt unter Halbwalmdach. Fachwerkgebäude auf rotem Sandsteinsockel mit Schicht aus Backstein, Südwestecke auf Bruchsteinfundament. Teil des Wirtschaftsteils zu Wohnzwecken ausgebaut. Mit Inschrift auf nordseitigem Torbalken. | 31355607 | BW   |
| 52° 25′ 59″ N, 10° 17′ 12″ O | Scheune                   | Eingeschossige vier-gefachhohe Fachwerkscheune mit Backsteinausfachung auf Sockel mit roten Sandsteinquadern und Schicht aus Backstein unter Halbwalmdach. | 31355630 | BW   |

### Baudenkmale (Einzeln)
| Lage                                      | Bezeichnung               | Beschreibung | ID       | Bild |
| ----------------------------------------- | ------------------------- | --- | -------- | ---- |
| Dorfstraße 11 52° 26′ 8″ N, 10° 16′ 56″ O | Wohn-/ Wirtschaftsgebäude | Eingeschossiger traufständiger Massivbau aus orange-rotem Backstein mit Ziersteinsetzungen, hohem Drempel und mittigem übergiebelten Zwerchhaus über südseitigen zurückliegenden Hauseingang des Wohnteils im Westen auf verputztem Sockel unter Satteldach. Ostseitiger Wirtschaftsteil mit Quereinfahrt auf der Südseite. Umlaufendes Zierband zum Teil als „Deutsches Band“, flache Segmentbogenfenster mit Ziersteinsetzungen und Sohlbänken aus Beton, unter den Fenstern und dem Drempel hellgestrichene verputzte Felder. Westgiebel verputzt.           | 31355678 |      |
| Hoppenstraße 1 52° 26′ 2″ N, 10° 17′ 4″ O | Schule                    | Eingeschossiger verputzter Massivbau auf hohen Sockel aus Bruchsteinmauerwerk unter Satteldach, nordseitig mit Walm, südseitig und auf Westseite über Mittelrisalit mit Halbwalmdach und achteckigem Glockenturm über Südwestecke des Hauptgebäudes. Heutiger Haupteingang unter Rundbogen zurückversetzt im Süden. Im Norden anschließender eingeschossiger massiver Bau in Bruchsteinmauerwerk auf Bruchsteinsockel, Nordgiebel in Fachwerk, unter Walmdach mit Niedersachsengiebel und breiter Schleppgaube nach Westen.                                     | 31355700 | BW   |
| Im Deilen 4 52° 25′ 58″ N, 10° 17′ 0″ O   | Wohnhaus                  | Niederdeutsches Hallenhaus in Ständerbauweise, eingeschossig mit außermittiger Toreinfahrt im nördlichen Wirtschaftsteil, DG im Nordgiebel leicht auskragend mit profilierten Balkenköpfen und Füllbrettern unter Halbwalmdach. | 31355719 |      |
| Im Deilen 6 52° 26′ 0″ N, 10° 17′ 1″ O    | Wohn-/ Wirtschaftsgebäude | Traufständiger fachwerksichtiger Vierständerbau auf niedrigem Backsteinsockel im Wohnbereich unter Halbwalmdach. Zweigeschossiger Wohnteil in Stockwerksbauweise, ostseitiger Wirtschaftsteil in Ständerbauweise mit zurückliegender mittiger Längseinfahrt. | 31355738 |      |
| Im Deilen 8 52° 25′ 59″ N, 10° 17′ 2″ O   | Wohnhaus                  | Zweigeschossiger Ziegelbau auf hohem Sockel mit vorgelagerter Treppe unter Satteldach. Fassade mit Ziegelzierformen an Fenstern und Gesimsen mit roten und schwarz glasierten Backsteinen und Formsteinen, Südfassade ohne Ziersetzungen. Fenster mit flachen Segmentbögen, Eingangstür flankierende und im Nordgiebel seitliche schmalere Fenster mit Spitzbogen. Eingangsvorbau aus Eisenstützen mit flachem Satteldach neu untermauert und neue Stufen. Eingangstüren und Teile der Innenausstattung aus der Erbauungszeit mit Jugendstilelementen erhalten. | 31355760 |      |

## Rietze

### Baudenkmal (Einzeln)
| Lage                                      | Bezeichnung | Beschreibung | ID       | Bild |
| ----------------------------------------- | ----------- | --- | -------- | ---- |
| L 320, km 15 52° 24′ 5″ N, 10° 20′ 47″ O  | Meilenstein | | 31356183 | BW   |
| B 214, km 30 52° 25′ 21″ N, 10° 20′ 35″ O | Meilenstein | Monolith in Obeliskenform und quadratischem Querschnitt. Inschrift: „4 MEILEN“. Der Meilenstein steht nordöstlich des Ortes Rietze an der historischen Chaussee Braunschweig-Celle. | 33859422 | BW   |

## Voigtholz-Ahlemissen
Voigtholz-Ahlemissen sind keine Baudenkmale verzeichnet.

## Wehnsen

### Gruppe: Vor den Wiesen 4
Baudenkmal (Gruppe):

| Lage                                          | Bezeichnung                | Beschreibung                                                                                      | ID       | Bild |
| --------------------------------------------- | -------------------------- | ------------------------------------------------------------------------------------------------- | -------- | ---- |
| Vor den Wiesen 4 52° 25′ 30″ N, 10° 15′ 54″ O | Hofanlage Vor den Wiesen 4 | Hofanlage mit einem Wohn-Wirtschaftsgebäude und einem Stall in der Ortsmitte von Wehnsen gelegen. | 31351110 | BW   |

Baudenkmale (Einzeln):

| Lage                         | Bezeichnung               | Beschreibung | ID       | Bild |
| ---------------------------- | ------------------------- | --- | -------- | ---- |
| 52° 25′ 30″ N, 10° 15′ 55″ O | Wohn-/ Wirtschaftsgebäude | Traufständiger eingeschossiger Fachwerkbau mit außermittiger Toreinfahrt auf Sandsteinsockel unter Walmdach mit Niedersachsengiebel, im Osten mit anschließendem jüngeren Wohnteil als giebelständiger zweigeschossiger Fachwerkbau in Stockwerksbauweise auf Backsteinsockel unter Halbwalmdach errichtet. Ausfachungen geputzt und weiß gestrichen. | 31355889 | BW   |
| 52° 25′ 30″ N, 10° 15′ 55″ O | Stall                     | Eingeschossiger traufständiger Backsteinbau auf Sandsteinsockel unter Satteldach mit straßen- und hofseitig übergiebelten Ladeluken, Tür- und Fensteröffnungen mit Ziersteinen. | 31355911 | BW   |

### Baudenkmale (Einzeln)
| Lage                                             | Bezeichnung                  | Beschreibung | ID       | Bild |
| ------------------------------------------------ | ---------------------------- | --- | -------- | ---- |
| Unter den Eichen 6 52° 25′ 28″ N, 10° 15′ 47″ O  | Wohn-/ Wirtschaftsgebäude    | Vierständerbau mit außermittiger Toreinfahrt, eingeschossig im Wirtschaftsteil in Ständerbauweise, im Wohnteil in Stockwerksbauweise auf niedrigen Sandsteinsockel unter Halbwalmdach. In der Nordtraufenseite übergiebeltes Zwerchhaus und ausgebautes DG. | 31355867 | BW   |
| Unter den Eichen 52° 25′ 29″ N, 10° 15′ 51″ O    | Ehrenmal 1914/18 und 1939/45 | Gedenkstein als Sandsteinobelisk auf Sandsteinpostament. Südseitig mit Inschrift und symbolisierten Stahlhelm mit Lorbeerkranz. Auf der Spitze ein Kreuz aus Sandstein mit der Inschrift 1914-1918. Links und rechts zwei Sandsteintafeln mit den Namen der Gefallenen der beiden Weltkriege. | 31355825 | BW   |
| Unter den Eichen 16 52° 25′ 28″ N, 10° 15′ 55″ O | Kapelle                      | Traufständiger Fachwerksaalbau mit dreiseitigem Chorschluss auf Ostseite, auf niedrigem verputztem Sockel unter Satteldach, Ostseite abgewalmt. Quadratischer Dachreiter aus Fachwerk über dem Westgiebel mit Pyramidenhelm in Biberschwanzdeckung. Im 17. Jh. errichtet und 1913 im Westen um drei Gefache mit K-Verstrebungen und um nordseitigen Eingangsvorbau unter Schleppdach erweitert. Im Inneren mit flacher Holzdecke und Sandsteinplattenbelag. Flügelaltar aus zweiten Hälfte 17. Jh. und vier Passionsgemälde, die seitlich im Chorbereich hängen. | 31355844 | BW   |
| Vor den Wiesen 11 52° 25′ 30″ N, 10° 16′ 4″ O    | Wohn-/ Wirtschaftsgebäude    | Eingeschossiger Zweiständerbau auf niedrigem Sockel unter Halbwalmdach mit südlichem Niedersachsengiebel und zurückliegender mittiger Längseinfahrt im ehemaligen Wirtschaftsteil. DG kragt an den Giebelseiten deutlich aus, südlich Auskragung mit profilierten Knaggen versehen, nördlich mit abgerundeten Füllhölzern. Südfassade durch zahlreiche regelmäßig angeordnete Kopf- und Fußbänder charakterisiert. 1698 in Stadensen erbaut, 1982 nach Wehnsen transloziert.                                                                                     | 31355928 | BW   |
| Vor den Wiesen 13 52° 25′ 30″ N, 10° 16′ 6″ O    | Wohn-/ Wirtschaftsgebäude    | Eingeschossiges giebelständiges Fachwerkgebäude in Ständerbauweise, Nordgiebel des Wohnteils in Stockwerksbauweise auf niedrigem Sandsteinsockel unter Halbwalmdach errichtet. Gefache verputzt, Aussteifung mit Diagonalstreben und im nördlichen Wohnteil tw. mit gebogenen Hölzern. DG kragt an den Giebeln leicht hervor, Balkenköpfe und profilierten Füllhölzer sichtbar. Im südlichen ehemaligen Wirtschaftsteil liegt außermittige zurückliegende Längseinfahrt mit Inschrift im Torbalken.                                                              | 31355951 | BW   |

## Wipshausen

### Gruppe: Kirchhof Wipshausen
Baudenkmal (Gruppe):

| Lage                                       | Bezeichnung         | Beschreibung | ID       | Bild           |
| ------------------------------------------ | ------------------- | --- | -------- | -------------- |
| Kirchstraße 8 52° 22′ 59″ N, 10° 21′ 20″ O | Kirchhof Wipshausen | Gruppe bestehend aus der evangelischen Pfarrkirche Sankt Sebastian, einer Gedenkstätte für die Gefallenen beider Weltkriege sowie zwei Sühnekreuzen auf dem Gelände des Kirchhofes. | 31351050 | Weitere Bilder |

Baudenkmale (Einzeln):

| Lage                         | Bezeichnung   | Beschreibung | ID       | Bild           |
| ---------------------------- | ------------- | --- | -------- | -------------- |
| 52° 23′ 0″ N, 10° 21′ 20″ O  | St. Sebastian | Einschiffige verputzte Bruchsteinkirche mit Eckquaderung, ebenfalls aus Putz, unter Satteldach mit ostseitiger Abwalmung und auf quadratischem Grundriss stehendem Westturm mit spitzem pyramidalem Helm mit Schieferdeckung, vermutlich vom Ende 12. Jh. Nordfassade des Kirchenschiffes ist etwas länger gegenüber der südlichen, die Fassaden mit hochrechteckigen Sprossenfenstern. Ostgiebel in Fachwerk mit Backsteinausfachung. Vierachsiges Kirchenschiff 1808 um- und ausgebaut. Jüngerer Sakristeianbau im Osten in Fachwerk mit Backsteinausfachung auf Backsteinsockel unter Walmdach. Im Innern flache, verschalte Holztonne von 1808 und U-förmige Holzempore aus zweiten Viertel 19. Jh. | 31356038 | Weitere Bilder |
| 52° 22′ 59″ N, 10° 21′ 19″ O | Kreuzstein    | Ca. 1,26 m hoher Sühnestein aus Kalkstein, unförmig verwittert, nördlich des Weges am Eingang zum Kirchhof. | 31356081 | BW             |
| 52° 22′ 59″ N, 10° 21′ 19″ O | Kreuzstein    | Ca. 1,28 m hoher Sühnestein aus Kalkstein, unförmig verwittert, südlich des Weges am Eingang zum Kirchhof. | 31356102 |                |
| 52° 22′ 59″ N, 10° 21′ 21″ O | Ehrenmal      | Das Ehrenmal besteht aus einem großen Findling, der von kleinen Findlingen umgeben ist. Aufgestellt wurde das Ehrenmal zum Gedenken an die Gefallenen des Ersten und Zweiten Weltkrieges. | 31356064 |                |

### Baudenkmale (Einzeln)
| Lage                                         | Bezeichnung               | Beschreibung | ID       | Bild |
| -------------------------------------------- | ------------------------- | --- | -------- | ---- |
| Celler Straße 4 52° 23′ 15″ N, 10° 22′ 35″ O | Wohnhaus                  | Eingeschossiges verputztes Massivgebäude über unregelmäßigem Grundriss auf hohem Natursteinsockel unter Mansardwalmdach mit Fledermausgauben und mittigem Dachreiter. Dach zweistöckig ausgebaut. Südseitig mit Mittelrisalit unter Mansardgiebel mit Eingangslaube, an Ost- und Westfassade jeweils ein Erker. | 31355974 | BW   |
| Mittelstraße 4 52° 23′ 2″ N, 10° 21′ 22″ O   | Wohn-/ Wirtschaftsgebäude | Fachwerkgebäude als Vierständerbau mit zweigeschossigen giebelständigen, in Stockwerksbauweise errichteten Wohnteil, mit umlaufenden Rähmkränzen, auf Sandsteinsockel unter der Nordostecke, auf Backsteinsockel in der Südostecke unter Satteldach mit Viertelwalm und Hohlpfannendeckung. Westseitige ehemalige Wirtschaftsteil in Ständerbauweise auf Backsteinsockel unter Satteldach mit Viertelwalm errichtet. DG kragt über zurückliegenden Dielentor etwas hervor, Balkenköpfe und dazwischenliegenden Füllbretter sind profiliert. | 31356123 | BW   |
| Mittelstraße 9 52° 23′ 1″ N, 10° 21′ 23″ O   | Pfarrhaus                 | Eingeschossiges giebelständiges Fachwerkhaus als Vierständerbau auf Sockel mit gestrichenen Natursteinquadern unter Halbwalmdach. Aussteifung mit dreiviertelhohen Streben. Großes übergiebelte Zwerchhaus über Südseite des Wohnteils sowie DG an beiden Giebelseiten kragen leicht hervor, Giebel des Wirtschaftsteils mit Hohlpfannen verkleidet. | 31356145 |      |